# Chrysocladium
Chrysocladium là một chi rêu trong họ Meteoriaceae.